# Haná
Haná är ett vattendrag i Tjeckien.   Det rinner genom regionerna Södra Mähren, Olomouc och Zlín, i den östra delen av landet, 230 km öster om huvudstaden Prag.